# Liechtensteiner-Cup 1950-1951
La Liechtensteiner-Cup 1950-1951 è stata la sesta edizione della coppa nazionale del Liechtenstein conclusa con la vittoria finale del FC Triesen, al suo quinto titolo.
Della competizione è noto solo il risultato della finale.

## Finale
| Triesen | FC Triesen | 3 – 1 | Vaduz |  |